# Chortinaspis iridis
Chortinaspis iridis är en insektsart som beskrevs av Alfred Serge Balachowsky 1941. Chortinaspis iridis ingår i släktet Chortinaspis och familjen pansarsköldlöss. Inga underarter finns listade i Catalogue of Life.